# Pieces of Dreams
Pieces of Dreams è un album di Stanley Turrentine, pubblicato dalla Fantasy Records nel 1974. Il disco fu registrato il 30 e 31 maggio 1974 al "Fantasy Studios" di Berkeley (California).

## Tracce
Lato A
1. Pieces of Dreams – 4:32 (Alan Bergman, Marilyn Bergman, Michel Legrand)
2. I Know It's You – 6:30 (Leon Ware)
3. Deep in Love – 4:05 (Johannes Brahms, adattamento di Gene Page e Billy Page)

Lato B
1. Midnight and You – 4:34 (Gene Page, Billy Page)
2. Evil – 4:11 (Stevie Wonder)
3. Blanket on the Beach – 4:25 (Billy Page, Gene Page)
4. I'm in Love – 3:58 (Bobby Womack)

## Musicisti
- Stanley Turrentine - sassofono tenore
- Sonny Burke - tastiere
- John Miller - tastiere
- Gene Page - tastiere, arrangiamenti
- Ray Parker Jr. - chitarra
- Dean Parks - chitarra
- David T. Walker - chitarra
- Ron Brown - contrabbasso
- Ed Moore - batteria (solo nl brano: A1)
- Ed Greene - batteria (brani: A2, A3, B1, B2, B3 & B4)
- Joe Clayton - congas
- Gary Coleman - percussioni
- Myrna Matthews - accompagnamento vocale
- Carolyn Matthews - accompagnamento vocale
- Edna Wright - accompagnamento vocale
- non identificati (sezione archi)